# 세컨드 모닝
세컨드 모닝(セカンドモーニング, Second Morning)은 1999년 7월 28일에 발매된 모닝구무스메의 두 번째 정규 앨범이다.

## 개요
- 초회한정반은 트레이딩 북클릿 1종 부록. 트레이딩 북클릿은 모두 7가지 종류(7색 : 빨강, 주황, 노랑, 초록, 하늘, 파랑, 보라색)로, 수록 된 사진이 다르다.
- 통상반은 CD EXTRA사양, 스크린 세이버가 수록되어 있다.
- 오리콘 차트 첫 1위를 획득한 3번 째 싱글 안아줘 HOLD ON ME! 이후, 고향 전까지 발매된 싱글 (커플링 곡 포함 6곡) 중 4곡의 리믹스 버전이 수록되어이다.

## 수록곡
1. NIGHT OF TOKYO CITY
작사, 작곡 : 층쿠 / 편곡 : 마에지마 야스아키
2. 真夏の光線 (Vacation Mix)
작사, 작곡 : 층쿠 / 편곡 : 고노 신
3. Memory 青春の光
작사, 작곡 : 층쿠 / 편곡 : 마에지마 야스아키
4. 好きで×5 (かけるファイブ)
작사, 작곡 : 층쿠 / 편곡 : 스즈키 슌스케
5. ふるさと
작사, 작곡 : 층쿠 / 편곡 : 고니시 다카오
6. 抱いてHOLD ON ME! (N.Y. Mix)
작사, 작곡 : 층쿠 / 편곡 : 마에지마 야스아키
7. パパに似ている彼
작사, 작곡 : 층쿠 / 편곡 : 마에지마 야스아키
8. せんこう花火
작사, 작곡 : 층쿠 / 편곡 : 다카하시 유이치
9. 恋の始発列車 (Album Version)
작사, 작곡 : 층쿠 / 편곡 : 고니시 다카오
10. 乙女の心理学
작사, 작곡 : 층쿠 / 편곡 : 고노 신
11. Never Forget (Large Vocal Mix)
작사, 작곡 : 층쿠 / 편곡 : 고니시 다카오
12. ダディドゥデドダティ!
작사, 작곡 : 층쿠 / 편곡 : 스즈키 슌스케

## 참가 뮤지션
※괄호는 트랙 번호
- 모닝구무스메
  - 나카자와 유코 - 보컬, 코러스 (1-7, 9, 12), 코러스 (10, 11)
  - 이시구로 아야 - 보컬, 코러스 (1-7, 9, 12), 코러스 (10, 11)
  - 이이다 카오리 - 보컬, 코러스 (1-7, 9, 12), 코러스 (10,11)
  - 아베 나쓰미 - 보컬 (8), 보컬, 코러스 (1-7, 9, 12), 코러스 (10, 11)
  - 후쿠다 아스카 - 보컬 (11), 보컬, 코러스 (3, 6)
  - 야스다 케이 - 보컬 (10), 보컬, 코러스 (1-7, 9, 12), 코러스 (8, 11)
  - 이치이 사야카 - 보컬 (10), 보컬, 코러스 (1-7, 9, 12), 코러스 (8, 11)
  - 야구치 마리, 보컬, 코러스 (1-7, 9, 12), 코러스 (10, 11)
- 마에지마 야스아키 - 키보드, 프로그래밍 (1, 3, 6, 7)
- 스즈키 슌스케 - 기타 (1, 7, 12), 기타, 프로그래밍 (4)
- 고노 신 - 키보드, 프로그래밍 (2, 10)
- 이리에 나오유키 - 베이스 (2)
- 이나바 마사히로 - 기타 (2, 10)
- 미사와 이즈미 - 퍼커션 (2)
- 아라키 도시오 - 트럼펫 (2)
- 니시무라 고지 - 트럼펫 (2)
- 무라타 요이치 - 트럼본 (2)
- 야마모토 다쿠오 - 알토 색소폰 (2)
- CHRIS PARKER - 드럼 (3)
- WILL LEE - 베이스 (3)
- HIRAM BULLOCK - 기타 (3)
- BASHIRI JOHNSON - 퍼커션 (3)
- D.J. RIZ - 턴테이블 (3)
- L THE HEADTOUCHA - 랩 (3)
- 사노 야스오 - 드럼 (4, 12)
- 미즈타니 히로아키 - 콘트라베이스 (4)
- 가토리 요시히코 - 비브라폰 (바이브러하프) (4)
- 다케가미 요시나리 - 바리톤, 테너 색소폰 (4)
- 고니시 다카오 - 키보드, 프로그래밍 (5, 9, 11)
- 후루카와 노조미 - 기타 (5, 9)
- 가쓰우라 고 - 머니퓰레이터 (5, 9, 11)
- GEMI TAYLOR - 기타 (6)
- 층쿠 - 코러스 (6, 8)
- BOB ZUNG - 플루트 (7)
- 다카하시 유이치 - 기타, 프로그래밍 (8)
- 후루타 다카시 - 드럼 (8)
- 마쓰바라 히데키 - 베이스 (8)
- 니시카와 스스무 - 기타 (11)
- 미쿠즈키 치하루 - 베이스 (11)
- 다케우치 준 그룹 - 스트링 (11)
- 고마츠 히데유키 - 베이스 (12)

## 차트
- 주간최고순위 3위 (오리콘 차트)
- 등장횟수 14주 (오리콘 차트)